# Ultrafiltrare (renală)

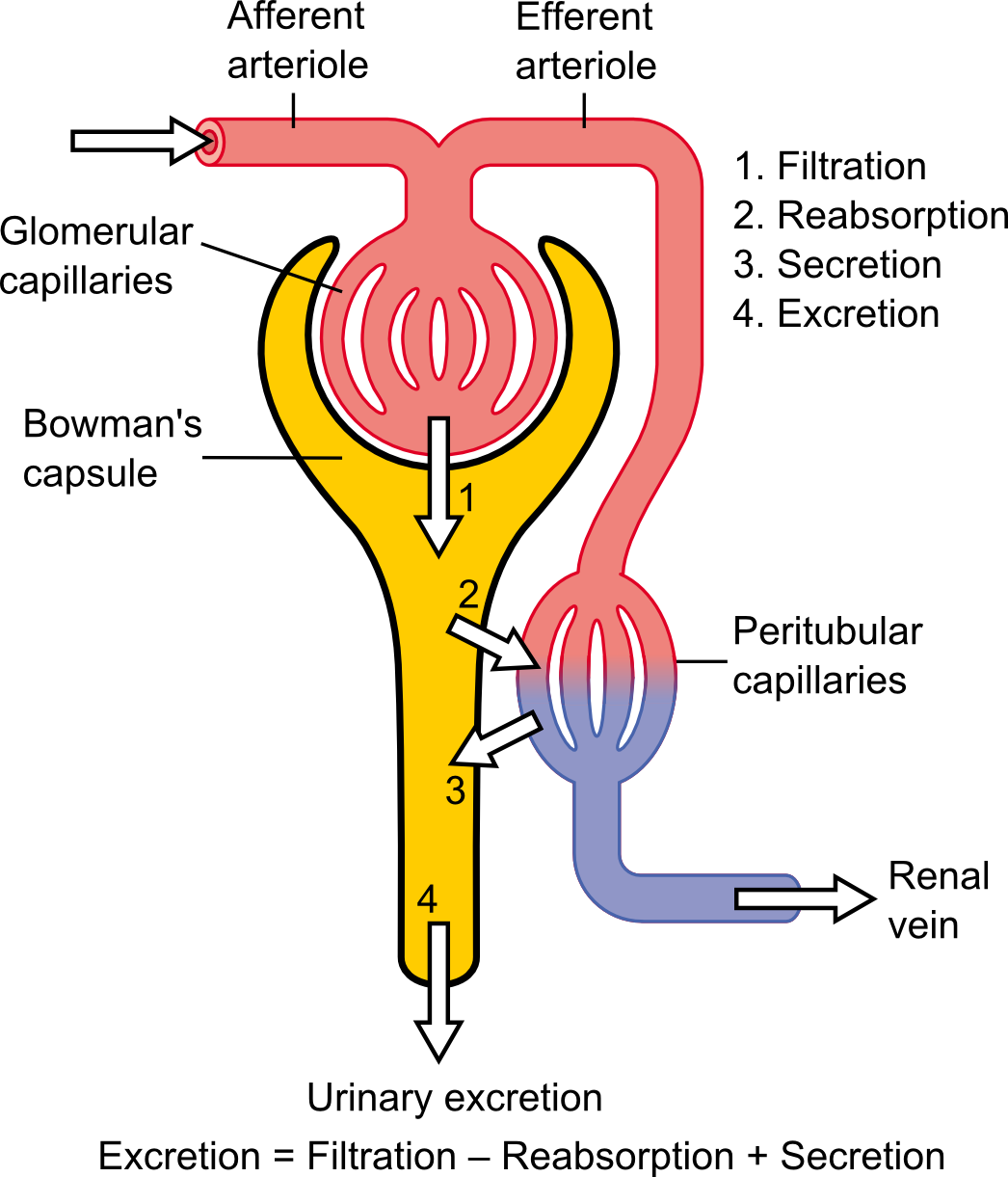
Diagrama care arată mecanismele fiziologice de bază ale rinichiului

În fiziologia renală, ultrafiltrarea are loc la bariera dintre sânge și filtrat în capsula glomerulară (capsula Bowman din rinichi în rinichi în rinichi Ca și în exemplele nonbiologice de ultrafiltrare, presiunea (în acest caz tensiunea arterială) și declivitățile de concentrație conduc la o separare printr-o membrană semipermeabilă (furnizată de podocite. Capsulele Bowman conțin o rețea densă capilară numită glomerulus. Sângele curge în aceste capilare prin arteriolele aferente și se lasă prin arteriolele eferente.
Presiunea hidrostatică ridicată forțează molecule mici din lichidul tubular, cum ar fi apă, glucoză, aminoacizi, clorură de sodiu și uree prin filtru, din sânge în capsula glomerulară de-a lungul membranei infrioare a capsulei Bowman și în tubulii renali. Acest proces se numește ultrafiltrare; lichidul rezultat, practic lipsit de proteine mari și celule sanguine, este denumit filtrat glomerular sau ultrafiltrat.  Modificarea în continuare a ultrafiltratului, prin reabsorbție și secreție, îl transformă în urină.
Presiunea glomerulară este de aproximativ 75 milimetri de mercur (10 kPa). Se opune presiunii osmotice (30 mmHg, 4,0 kPa) și presiunii hidrostatice (20 mmHg, 2,7 kPa) ai soluților prezenți în spațiul capsular. Această diferență de presiune se numește presiune efectivă (25 mmHg, 3,3 kPa).
În centrele de hemodializă, ultrafiltrarea are loc într-un hemofiltru pe mașinile de hemodializă, când tensiunea arterială este mai mare decât presiunea dializată (diferență = presiune transmembrană (TMP)). Acest lucru elimină lichidul din sânge păstrând în același timp celulele sale sanguine intacte.

## Selectivitate
Structurile straturilor glomerulus determină selectivitatea lor permeabilitate-selectivitate ("permselectivitate). De exemplu, ionii mici, cum ar fi sodiu și potasiu trec liber, în timp ce proteinele plasmatice mai mari, cum ar fi tetramerii hemoglobinei, haptoglobina legatâ de hemoglobină și albumina nu au practic nicio permeabilitate. De asemenea, moleculele încărcate negativ vor trece prin filtre mult mai rar decât cele încărcate pozitiv.

## Ultrafiltrare continuă lentă
Ultrafiltrarea continuă lentă (UFCL) este o metodă artificială care imită aproximativ funcția de ultrafiltrare a rinichilor. UFCL este o continuă terapie de substituție renală (CRRT) utilizată în general pentru îndepărtarea lichidului de la pacienții supraîncărcați cu lichid care suferă de insuficiență renală acută. În timpul UFCL sângele este eliminat continuu din organism, trece printr-un circuit extracorporal printr-un hemofiltru, și este trimis înapoi în organism. Un procent prestabilit de apă cu plasmă este eliminată în hemofiltru pe baza unei prescripții. De obicei, nu mai mult de 2 litri pe oră de lichid este eliminat. Spre deosebire de hemodializă, hemofiltrare și hemodiafiltrare, în UFCL nu se utilizează nici un dializat sau lichide de înlocuire.